# Ligne principale Nippō
Vous pouvez partager vos connaissances en l’améliorant (comment ?) selon les recommandations des projets correspondants.
La ligne principale Nippō (日豊本線, Nippō-honsen) est une ligne ferroviaire traversant l'île de Kyūshū au Japon. Exploitée par la compagnie JR Kyushu, elle relie la gare de Kokura à Kitakyūshū à la gare de Kagoshima en suivant la côte orientale de l'île.

## Histoire
Au nord, la section entre Kokura et Jōno est ouverte en 1895 par les chemins de fer de Kyūshū (九州鉄道, Kyūshū Tetsudō). En 1897, la Hōshū Railway ouvre le tronçon entre Yukuhashi-Buzen et Nagasu. Après nationalisation, les deux lignes sont reliées en 1909. La même année, la ligne est prolongée à Usa. Elle ensuite prolongée à Beppu et Ōita en 1911, à Usuki en 1915 et à Shigeoka en 1922.
Au sud, la section de Kagoshima à Hayato ouvre en 1901 en tant partie de la ligne Hisatsu. La section entre Miyazaki et Miyakonojō (ligne Kitto) ouvre en 1916. Cette section est prolongée au nord à Takanabe en 1920, à Mimitsu en 1921 et reliée à la partie nord de la ligne en 1923. La jonction entre Miyakonojō et Hayato se fait par entre 1929 et 1932, complétant la ligne.
L'électrification de la ligne se fait par étapes entre 1967 et 1979.
Le 15 mars 2025, la gare de Sengan-en ouvre entre Ryūgamizu et Kagoshima.

## Caractéristiques

### Ligne
- Longueur : 462,6 km
- Ecartement : 1 067 mm
- Alimentation : 20 000 V-60 Hz par caténaire
- Nombre de voies :
  - Double voie : Kokura - Tateishi, Naka-Yamaga - Kitsuki, Hiji - Ōita
  - Voie unique : le reste de la ligne

### Liste de gares

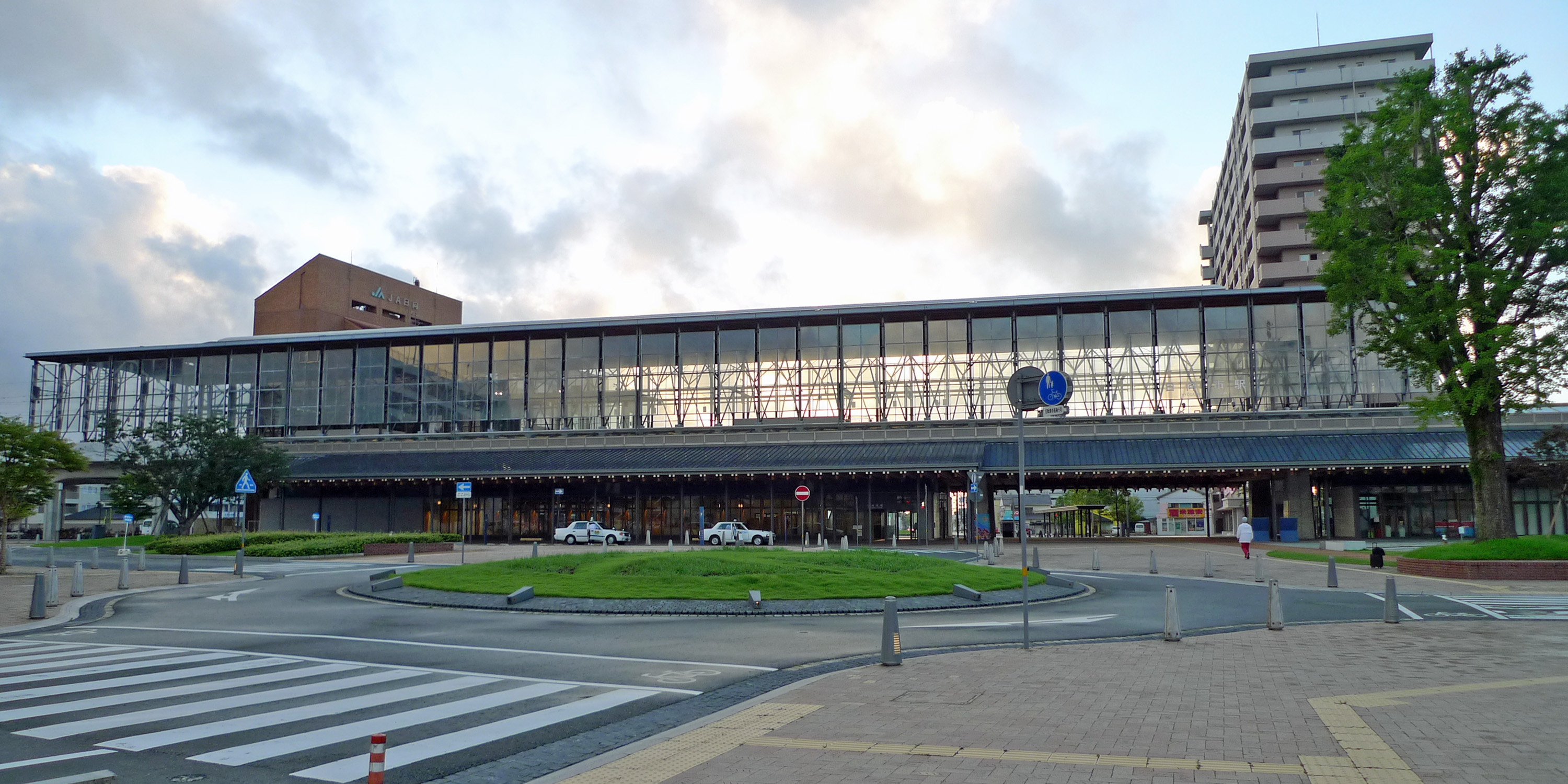
La gare de Hyugashi

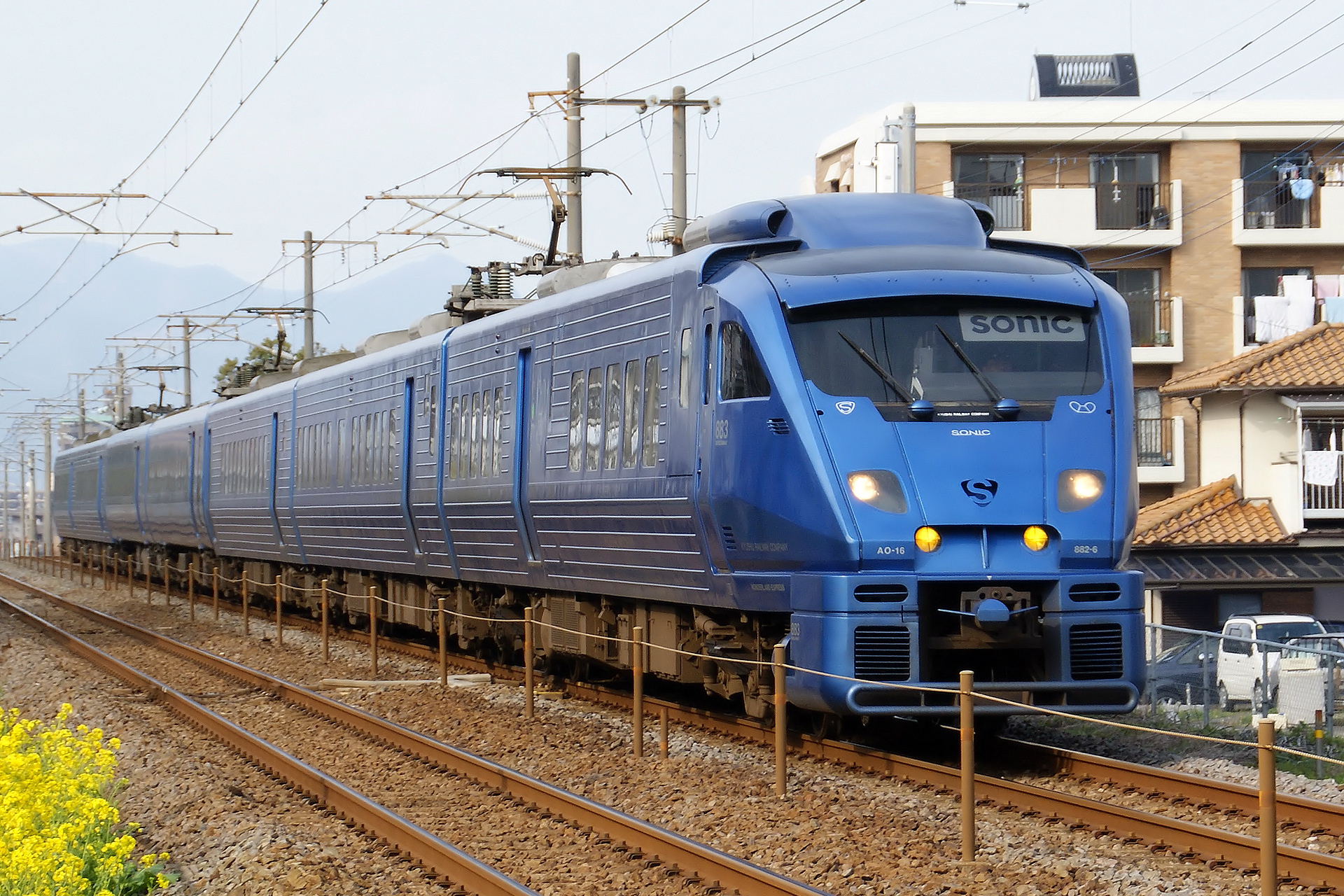
La ligne à Beppu

| Numéro             | Gare                 | Nom japonais   | Distance depuis Kokura (km)                                        | Correspondances                                                                  | Localisation           | Localisation          |
| ------------------ | -------------------- | -------------- | ------------------------------------------------------------------ | -------------------------------------------------------------------------------- | ---------------------- | --------------------- |
| JF01               | Kokura               | 小倉           | 0                                                                  | JR West : Sanyō Shinkansen JR Kyushu : Kagoshima Monorail de Kitakyūshū : Kokura | Kitakyūshū             | Préfecture de Fukuoka |
| JF02               | Nishi-Kokura         | 西小倉         | 0,8                                                                | JR Kyushu : Kagoshima                                                            | Kitakyūshū             | Préfecture de Fukuoka |
| JF03               | Minami-Kokura        | 南小倉         | 3,5                                                                |                                                                                  | Kitakyūshū             | Préfecture de Fukuoka |
| JF04               | Jōno                 | 城野           | 6,1                                                                | JR Kyushu : Hitahikosan (interconnexion)                                         | Kitakyūshū             | Préfecture de Fukuoka |
| JF05               | Abeyamakōen          | 安部山公園     | 8,4                                                                |                                                                                  | Kitakyūshū             | Préfecture de Fukuoka |
| JF06               | Shimosone            | 下曽根         | 11,6                                                               |                                                                                  | Kitakyūshū             | Préfecture de Fukuoka |
| JF07               | Kusami               | 朽網           | 15,0                                                               |                                                                                  | Kitakyūshū             | Préfecture de Fukuoka |
| JF08               | Kanda (ja)           | 苅田           | 18,6                                                               |                                                                                  | Kanda                  | Préfecture de Fukuoka |
| JF09               | Obase-Nishikōdai-mae | 小波瀬西工大前 | 22,2                                                               |                                                                                  | Kanda                  | Préfecture de Fukuoka |
| JF10               | Yukuhashi            | 行橋           | 25,0                                                               | Heisei Chikuho Railway : Tagawa                                                  | Yukuhashi              | Préfecture de Fukuoka |
|                    | Minami-Yukuhashi     | 南行橋         | 26,8                                                               |                                                                                  | Yukuhashi              | Préfecture de Fukuoka |
| Shindenbaru        | 新田原               | 30,2           |                                                                    |                                                                                  | Yukuhashi              | Préfecture de Fukuoka |
| Tsuiki             | 築城                 | 33,9           |                                                                    | Chikujō                                                                          |                        | Préfecture de Fukuoka |
| Shiida             | 椎田                 | 36,9           |                                                                    | Chikujō                                                                          |                        | Préfecture de Fukuoka |
| Buzen-Shōe         | 豊前松江             | 48,1           |                                                                    | Buzen                                                                            |                        | Préfecture de Fukuoka |
| Unoshima           | 宇島                 | 45,2           |                                                                    | Buzen                                                                            |                        | Préfecture de Fukuoka |
| Mikekado           | 三毛門               | 48,0           |                                                                    | Buzen                                                                            |                        | Préfecture de Fukuoka |
| Yoshitomi          | 吉冨                 | 50,0           |                                                                    | Yoshitomi                                                                        |                        | Préfecture de Fukuoka |
| Nakatsu            | 中津                 | 51,8           |                                                                    | Nakatsu                                                                          | Préfecture d'Ōita      |                       |
| Higashi-Nakatsu    | 東中津               | 56,7           |                                                                    | Nakatsu                                                                          | Préfecture d'Ōita      |                       |
| Imazu              | 今津                 | 60,1           |                                                                    | Nakatsu                                                                          | Préfecture d'Ōita      |                       |
| Amatsu             | 天津                 | 62,5           |                                                                    | Usa                                                                              | Préfecture d'Ōita      |                       |
| Buzen-Zenkōji      | 豊前善光寺           | 65,5           |                                                                    | Usa                                                                              | Préfecture d'Ōita      |                       |
| Yanagigaura        | 柳ヶ浦               | 69,1           |                                                                    | Usa                                                                              | Préfecture d'Ōita      |                       |
| Buzen-Nagasu       | 豊前長洲             | 71,0           |                                                                    | Usa                                                                              | Préfecture d'Ōita      |                       |
| Usa                | 宇佐                 | 75,8           |                                                                    | Usa                                                                              | Préfecture d'Ōita      |                       |
| Nishi-Yashiki      | 西屋敷               | 79,4           |                                                                    | Usa                                                                              | Préfecture d'Ōita      |                       |
| Tateishi           | 立石                 | 85,2           |                                                                    | Kitsuki                                                                          | Préfecture d'Ōita      |                       |
| Naka-Yamaga        | 中山香               | 90,4           |                                                                    | Kitsuki                                                                          | Préfecture d'Ōita      |                       |
| Kitsuki            | 杵築                 | 99,2           |                                                                    | Kitsuki                                                                          | Préfecture d'Ōita      |                       |
| Ōga                | 大賀                 | 103,3          |                                                                    | Hiji                                                                             | Préfecture d'Ōita      |                       |
| Hiji               | 日出                 | 107,2          |                                                                    | Hiji                                                                             | Préfecture d'Ōita      |                       |
| Yōkoku             | 暘谷                 | 108,4          |                                                                    | Hiji                                                                             | Préfecture d'Ōita      |                       |
| Bungo-Toyooka      | 豊後豊岡             | 111,3          |                                                                    | Hiji                                                                             | Préfecture d'Ōita      |                       |
| Kamegawa           | 亀川                 | 114,9          |                                                                    | Beppu                                                                            | Préfecture d'Ōita      |                       |
| Beppu-Daigaku      | 別府大学             | 117,0          |                                                                    | Beppu                                                                            | Préfecture d'Ōita      |                       |
| Beppu              | 別府                 | 120,8          |                                                                    | Beppu                                                                            | Préfecture d'Ōita      |                       |
| Higashi-Beppu      | 東別府               | 122,8          |                                                                    | Beppu                                                                            | Préfecture d'Ōita      |                       |
| Nishi-Ōita         | 西大分               | 130,4          |                                                                    | Ōita                                                                             | Préfecture d'Ōita      |                       |
| Ōita               | 大分                 | 132,9          | JR Kyushu : Hōhi , Kyūdai                                          | Ōita                                                                             | Préfecture d'Ōita      |                       |
| Maki               | 牧                   | 136,2          |                                                                    | Ōita                                                                             | Préfecture d'Ōita      |                       |
| Takajō             | 高城                 | 138,0          |                                                                    | Ōita                                                                             | Préfecture d'Ōita      |                       |
| Tsurusaki          | 鶴崎                 | 141,0          |                                                                    | Ōita                                                                             | Préfecture d'Ōita      |                       |
| Ōzai               | 大在                 | 144,3          |                                                                    | Ōita                                                                             | Préfecture d'Ōita      |                       |
| Sakanoichi         | 坂ノ市               | 147,4          |                                                                    | Ōita                                                                             | Préfecture d'Ōita      |                       |
| Kōzaki             | 神崎                 | 151,8          |                                                                    | Ōita                                                                             | Préfecture d'Ōita      |                       |
| Sashiu             | 佐志生               | 159,0          |                                                                    | Usuki                                                                            | Préfecture d'Ōita      |                       |
| Shitanoe           | 下ノ江               | 161,0          |                                                                    | Usuki                                                                            | Préfecture d'Ōita      |                       |
| Kumasaki           | 熊崎                 | 164,7          |                                                                    | Usuki                                                                            | Préfecture d'Ōita      |                       |
| Kami-Usuki         | 上臼杵               | 167,6          |                                                                    | Usuki                                                                            | Préfecture d'Ōita      |                       |
| Usuki              | 臼杵                 | 169,2          |                                                                    | Usuki                                                                            | Préfecture d'Ōita      |                       |
| Tsukumi            | 津久見               | 178,9          |                                                                    | Tsukumi                                                                          | Préfecture d'Ōita      |                       |
| Hishiro            | 日代                 | 184,4          |                                                                    | Tsukumi                                                                          | Préfecture d'Ōita      |                       |
| Azamui             | 浅海井               | 188,2          |                                                                    | Saiki                                                                            | Préfecture d'Ōita      |                       |
| Kariu              | 狩生                 | 192,0          |                                                                    | Saiki                                                                            | Préfecture d'Ōita      |                       |
| Kaizaki            | 海崎                 | 194,8          |                                                                    | Saiki                                                                            | Préfecture d'Ōita      |                       |
| Saiki              | 佐伯                 | 197,8          |                                                                    | Saiki                                                                            | Préfecture d'Ōita      |                       |
| Kamioka            | 上岡                 | 202,4          |                                                                    | Saiki                                                                            | Préfecture d'Ōita      |                       |
| Naomi              | 直見                 | 208,8          |                                                                    | Saiki                                                                            | Préfecture d'Ōita      |                       |
| Naokawa            | 直川                 | 213,6          |                                                                    | Saiki                                                                            | Préfecture d'Ōita      |                       |
| Shigeoka           | 重岡                 | 224,2          |                                                                    | Saiki                                                                            | Préfecture d'Ōita      |                       |
| Sōtarō             | 宗太郎               | 231,0          |                                                                    | Saiki                                                                            | Préfecture d'Ōita      |                       |
| Ichitana           | 市棚                 | 238,5          |                                                                    | Nobeoka                                                                          | Préfecture de Miyazaki |                       |
| Kitagawa           | 北川                 | 243,2          |                                                                    | Nobeoka                                                                          | Préfecture de Miyazaki |                       |
| Hyūga-Nagai        | 日向長井             | 246,7          |                                                                    | Nobeoka                                                                          | Préfecture de Miyazaki |                       |
| Kita-Nobeoka       | 北延岡               | 251,3          |                                                                    | Nobeoka                                                                          | Préfecture de Miyazaki |                       |
| Nobeoka            | 延岡                 | 256,2          |                                                                    | Nobeoka                                                                          | Préfecture de Miyazaki |                       |
| Minami-Nobeoka     | 南延岡               | 259,6          |                                                                    | Nobeoka                                                                          | Préfecture de Miyazaki |                       |
| Asahigaoka         | 旭ヶ丘               | 263,1          |                                                                    | Nobeoka                                                                          | Préfecture de Miyazaki |                       |
| Totoro             | 土々呂               | 265,7          |                                                                    | Nobeoka                                                                          | Préfecture de Miyazaki |                       |
| Kadogawa           | 門川                 | 270,0          |                                                                    | Kadogawa                                                                         | Préfecture de Miyazaki |                       |
| Hyūgashi           | 日向市               | 276,6          |                                                                    | Hyūga                                                                            | Préfecture de Miyazaki |                       |
| Zaikōji            | 財光寺               | 278,9          |                                                                    | Hyūga                                                                            | Préfecture de Miyazaki |                       |
| Minami-Hyūga       | 南日向               | 283,1          |                                                                    | Hyūga                                                                            | Préfecture de Miyazaki |                       |
| Mimitsu            | 美々津               | 289,7          |                                                                    | Hyūga                                                                            | Préfecture de Miyazaki |                       |
| Higashi-Tsuno      | 東津野               | 294,1          |                                                                    | Tsuno                                                                            | Préfecture de Miyazaki |                       |
| Tsuno              | 津野                 | 298,7          |                                                                    | Tsuno                                                                            | Préfecture de Miyazaki |                       |
| Kawaminami         | 川南                 | 305,6          |                                                                    | Kawaminami                                                                       | Préfecture de Miyazaki |                       |
| Takanabe           | 高鍋                 | 313,6          |                                                                    | Takanabe                                                                         | Préfecture de Miyazaki |                       |
| Hyūga-Shintomi     | 日向新富             | 320,0          |                                                                    | Shintomi                                                                         | Préfecture de Miyazaki |                       |
| Sadowara           | 佐土原               | 326,7          |                                                                    | Miyazaki                                                                         | Préfecture de Miyazaki |                       |
| Hyūga-Sumiyoshi    | 日向住吉             | 330,9          |                                                                    | Miyazaki                                                                         | Préfecture de Miyazaki |                       |
| Hasugaike          | 蓮ヶ池               | 334,7          |                                                                    | Miyazaki                                                                         | Préfecture de Miyazaki |                       |
| Miyazaki Jingū-mae | 宮崎神宮前           | 337,4          |                                                                    | Miyazaki                                                                         | Préfecture de Miyazaki |                       |
| Miyazaki           | 宮崎                 | 339,9          |                                                                    | Miyazaki                                                                         | Préfecture de Miyazaki |                       |
| Minami-Miyazaki    | 南宮崎               | 342,5          | JR Kyushu : Nichinan (interconnexion)                              | Miyazaki                                                                         | Préfecture de Miyazaki |                       |
| Kanō               | 加納                 | 345,1          |                                                                    | Miyazaki                                                                         | Préfecture de Miyazaki |                       |
| Kiyotake           | 清武                 | 347,8          |                                                                    | Miyazaki                                                                         | Préfecture de Miyazaki |                       |
| Hyūga-Kutsukake    | 日向沓掛             | 352,5          |                                                                    | Miyazaki                                                                         | Préfecture de Miyazaki |                       |
| Tano               | 田野                 | 358,0          |                                                                    | Miyazaki                                                                         | Préfecture de Miyazaki |                       |
| Aoidake            | 青井岳               | 369,3          |                                                                    | Miyakonojō                                                                       | Préfecture de Miyazaki |                       |
| Yamanokuchi        | 山之口               | 379,1          |                                                                    | Miyakonojō                                                                       | Préfecture de Miyazaki |                       |
| Mochibaru          | 餅原                 | 382,0          |                                                                    | Mimata                                                                           | Préfecture de Miyazaki |                       |
| Mimata             | 三股                 | 385,6          |                                                                    | Mimata                                                                           | Préfecture de Miyazaki |                       |
| Miyakonojō         | 都城                 | 389,9          | JR Kyushu : Kitto                                                  | Miyakonojō                                                                       | Préfecture de Miyazaki |                       |
| Nishi-Miyakonojō   | 西都城               | 392,4          |                                                                    | Miyakonojō                                                                       | Préfecture de Miyazaki |                       |
| Isoichi            | 五十市               | 395,2          |                                                                    | Miyakonojō                                                                       | Préfecture de Miyazaki |                       |
| Takarabe           | 財部                 | 399,4          |                                                                    | Soo                                                                              |                        |                       |
| Kitamata           | 北又                 | 403,0          |                                                                    | Soo                                                                              |                        |                       |
| Ōsumi-Ōkawa        | 大隅大川原           | 408,1          |                                                                    | Soo                                                                              |                        |                       |
| Kita-Naganoda      | 北永野田             | 413,4          |                                                                    | Kirishima                                                                        |                        |                       |
| Kirishima Jingū    | 霧島                 | 419,4          |                                                                    | Kirishima                                                                        |                        |                       |
| Kokubu             | 国分                 | 432,1          |                                                                    | Kirishima                                                                        |                        |                       |
| Hayato             | 隼人                 | 434,7          | JR Kyushu : Hisatsu                                                | Kirishima                                                                        |                        |                       |
| Kajiki             | 加治木               | 441,6          |                                                                    | Aira                                                                             |                        |                       |
| Kinkō              | 錦江                 | 443,3          |                                                                    | Aira                                                                             |                        |                       |
| Chōsa              | 帖佐                 | 445,5          |                                                                    | Aira                                                                             |                        |                       |
| Aira               | 姶良                 | 447,1          |                                                                    | Aira                                                                             |                        |                       |
| Shigetomi          | 重富                 | 448,7          |                                                                    | Aira                                                                             |                        |                       |
| Ryūgamizu          | 竜ヶ水               | 455,7          |                                                                    | Kagoshima                                                                        |                        |                       |
| Sengan-en          | 仙巌園               | 460,5          |                                                                    | Kagoshima                                                                        |                        |                       |
| Gare de Kagoshima  | 鹿児島               | 462,6          | JR Kyushu : Kagoshima (interconnexion) Tramway de Kagoshima : 1, 2 | Kagoshima                                                                        |                        |                       |

## Matériel roulant

### Trains express

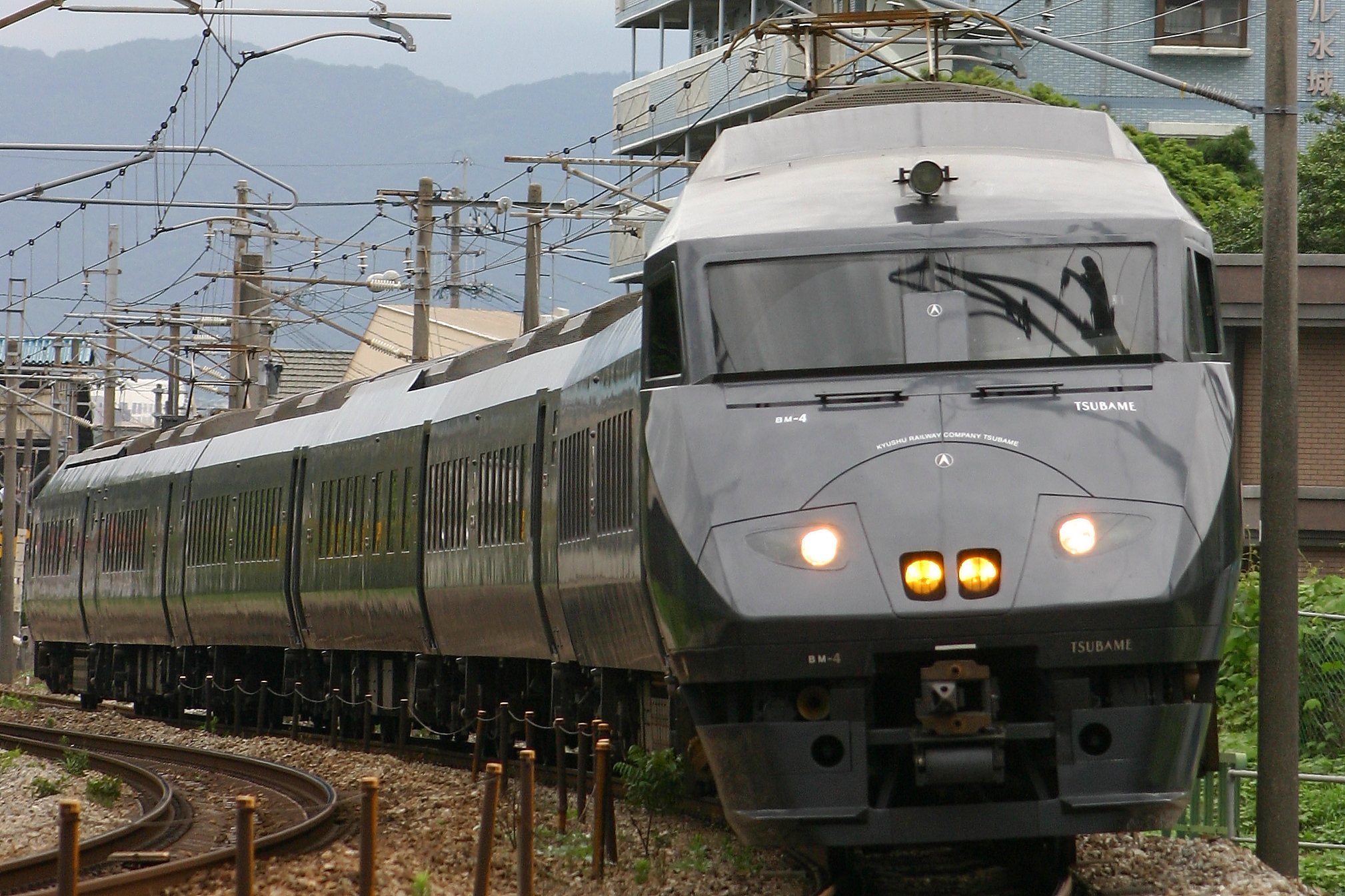
Série 787 (Services Nichirin, Hyūga et Kirishima)
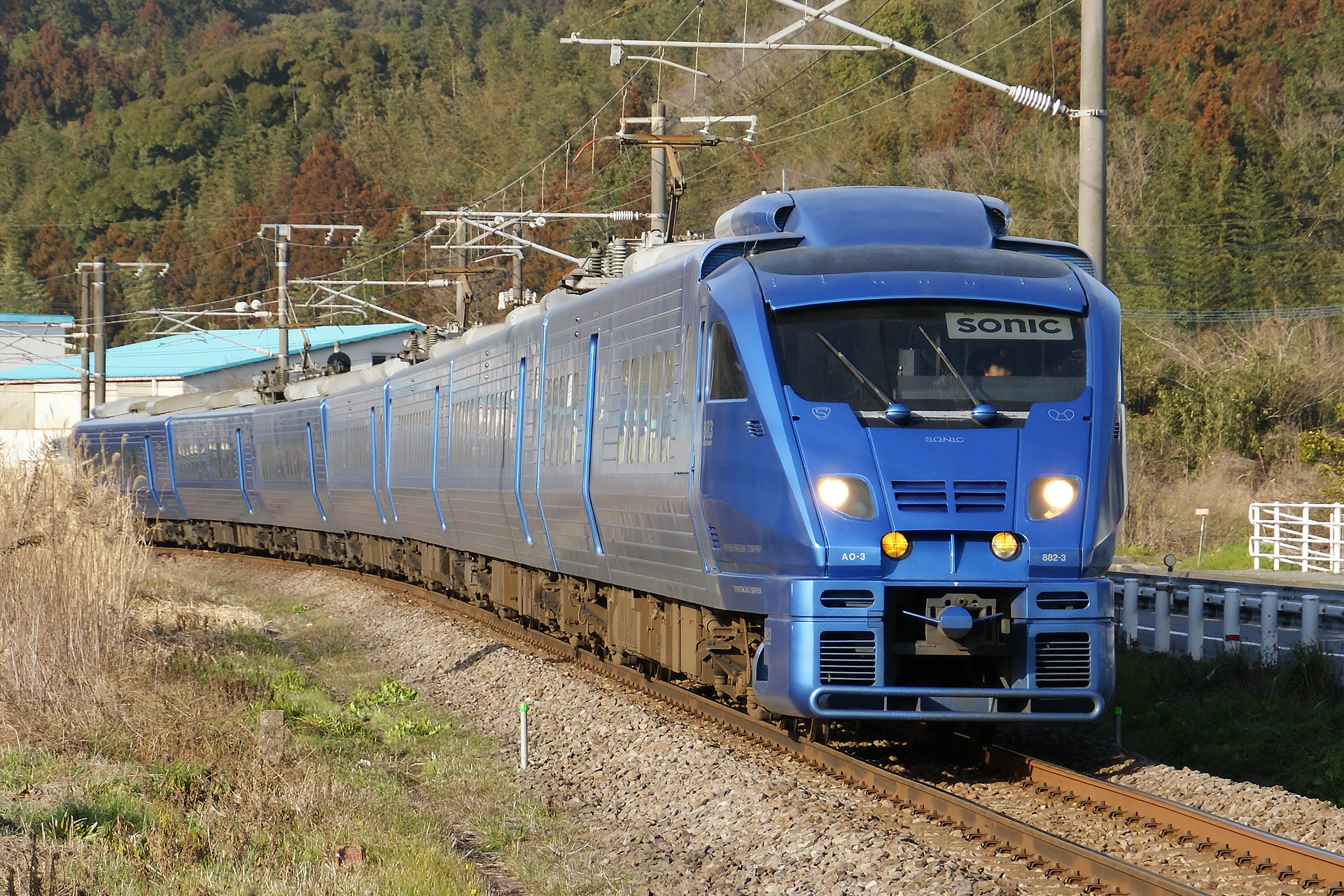
Série 883 (Services Sonic)
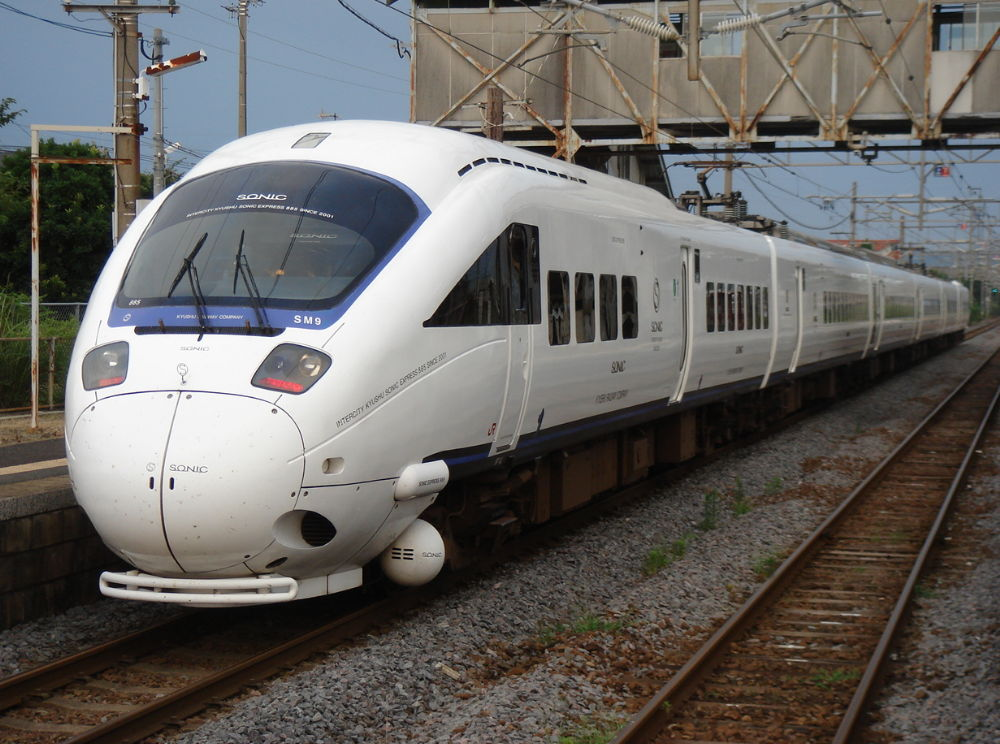
Série 885 (Services Sonic)

### Trains rapides et omnibus

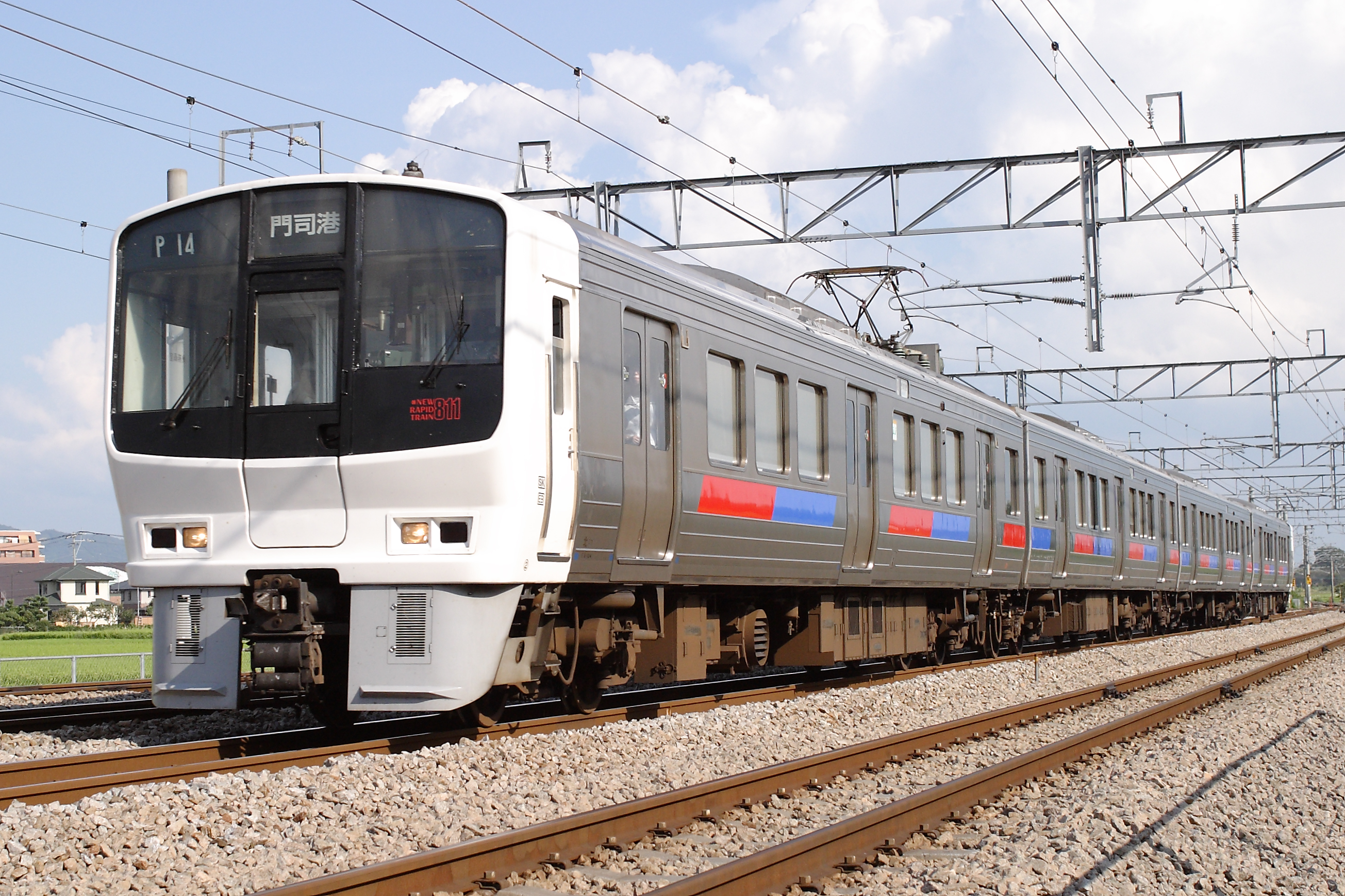
Série 811
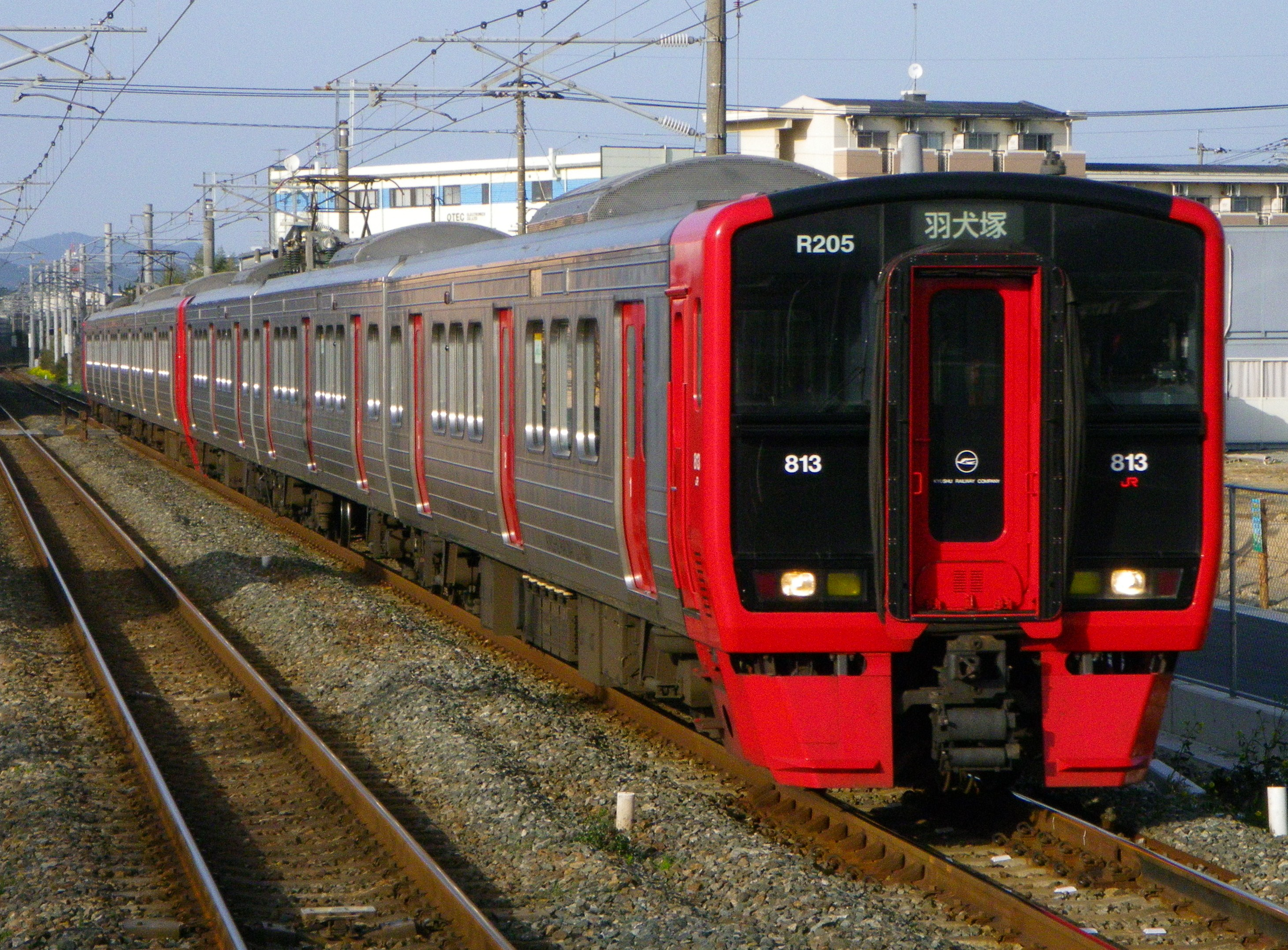
Série 813
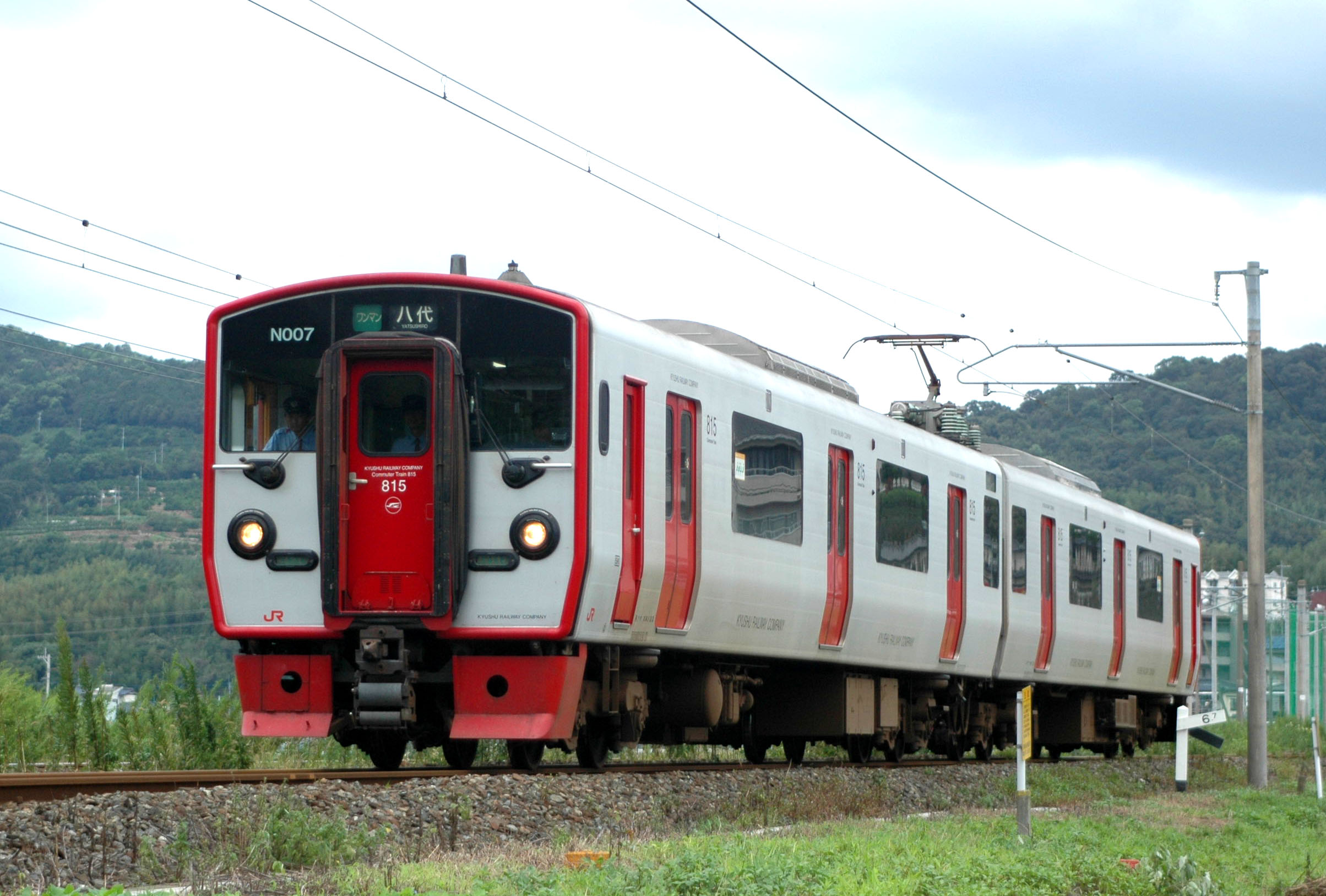
Série 815
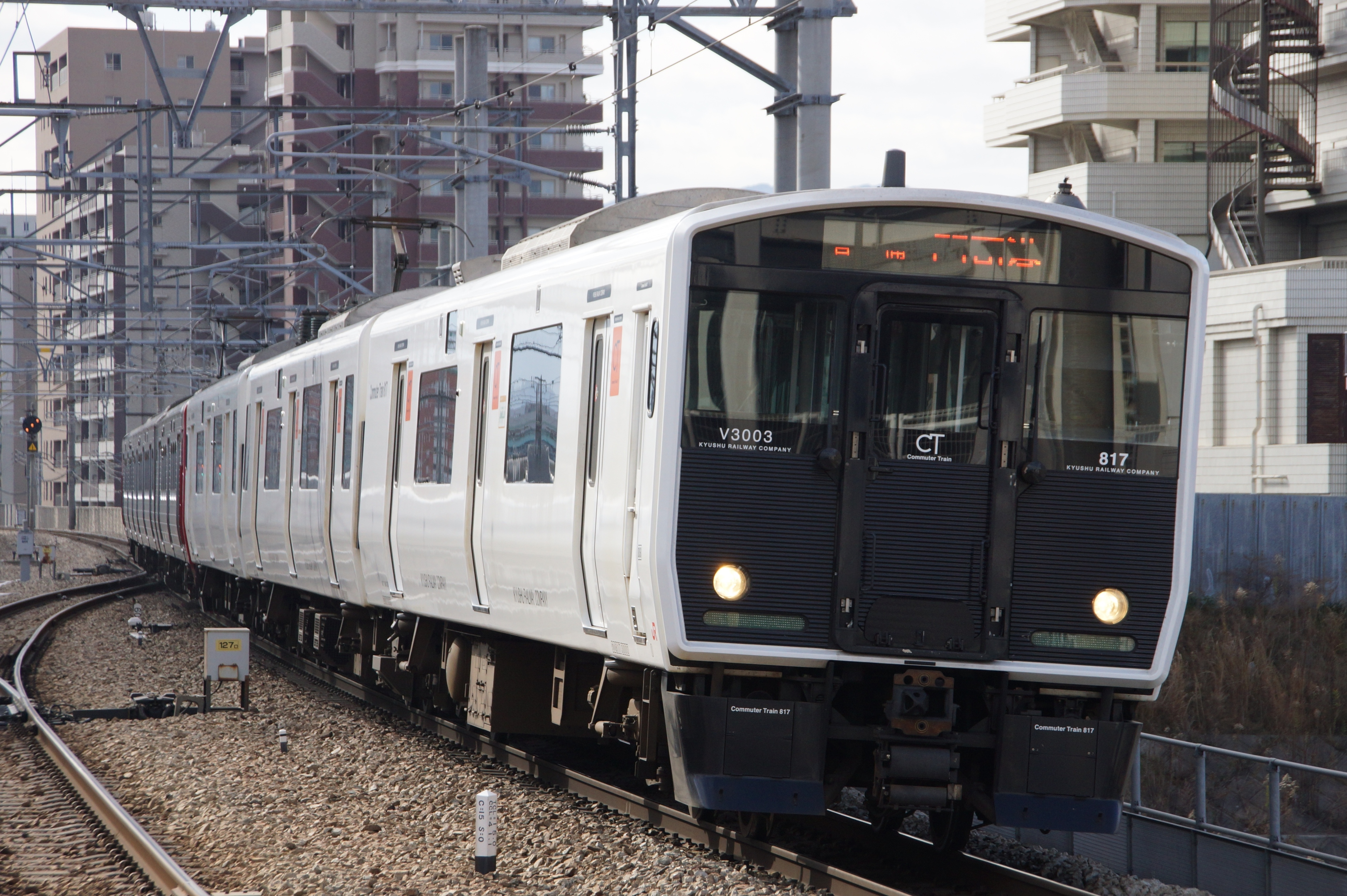
Série 817
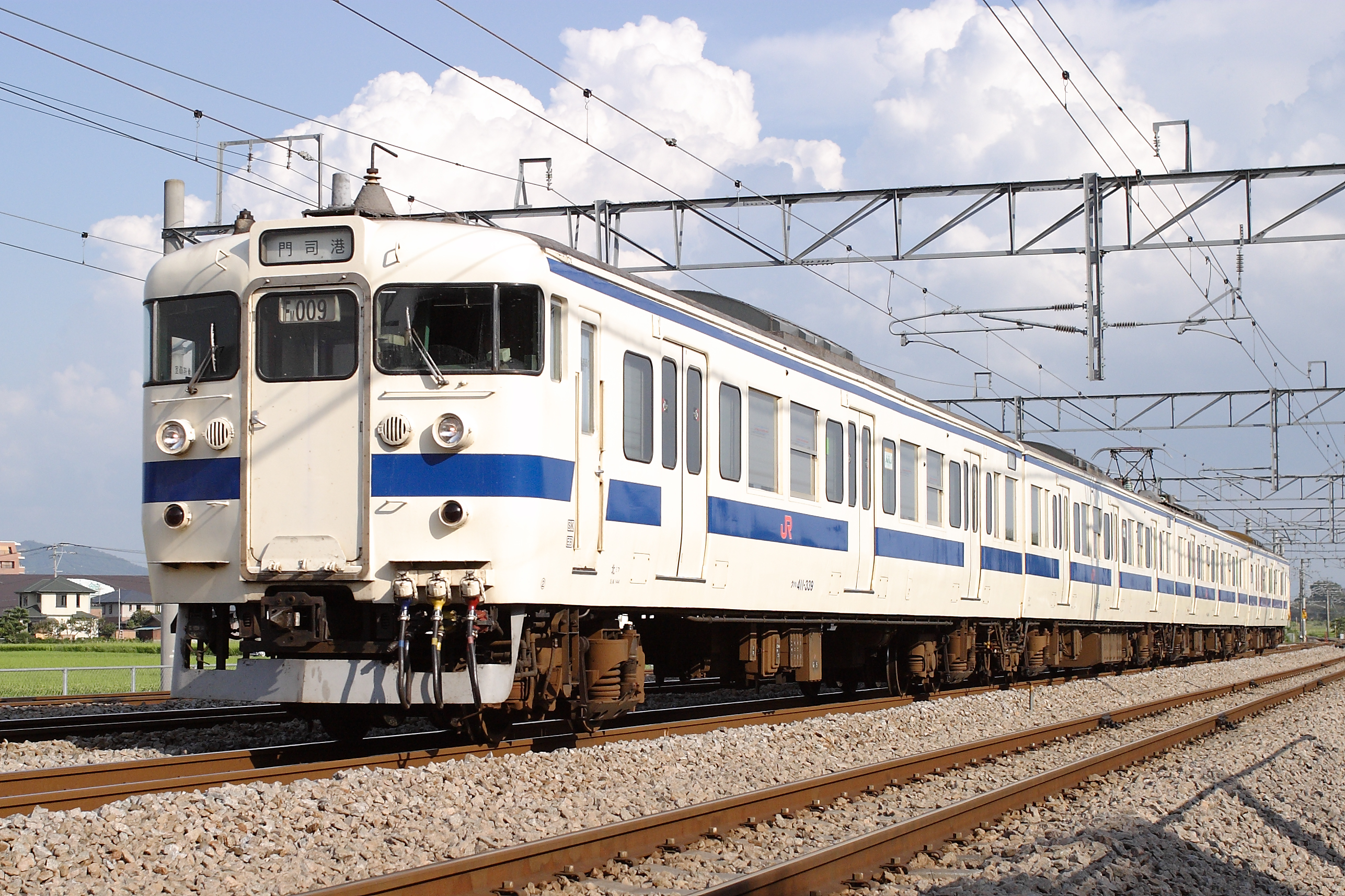
Série 415
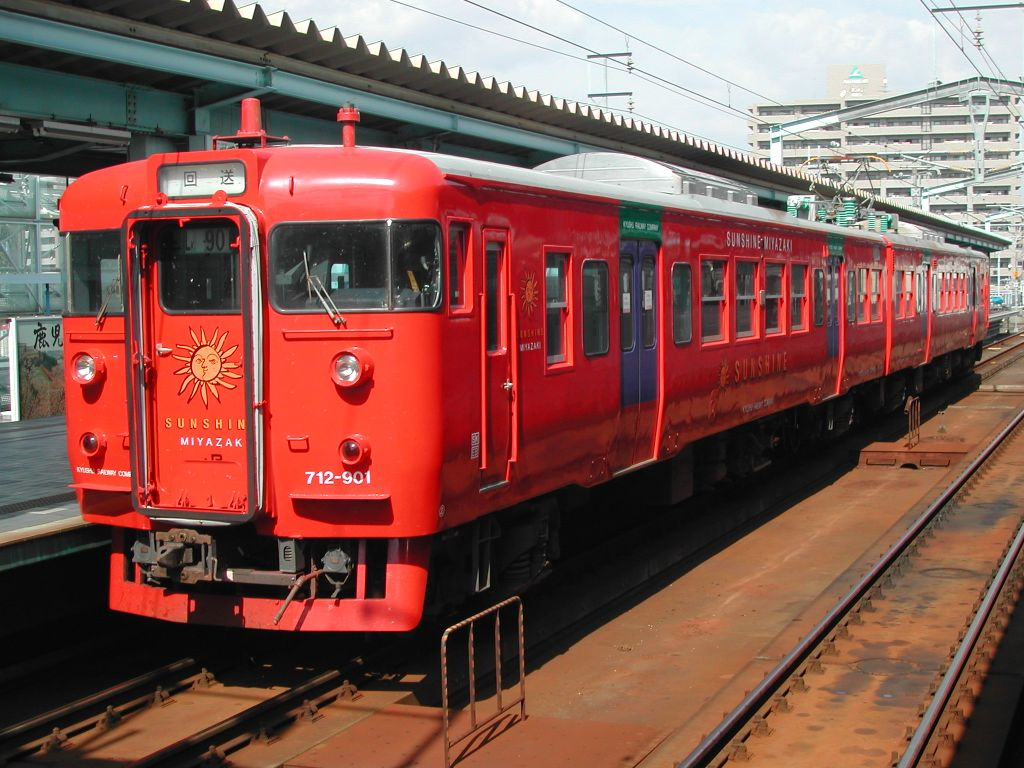
Série 713
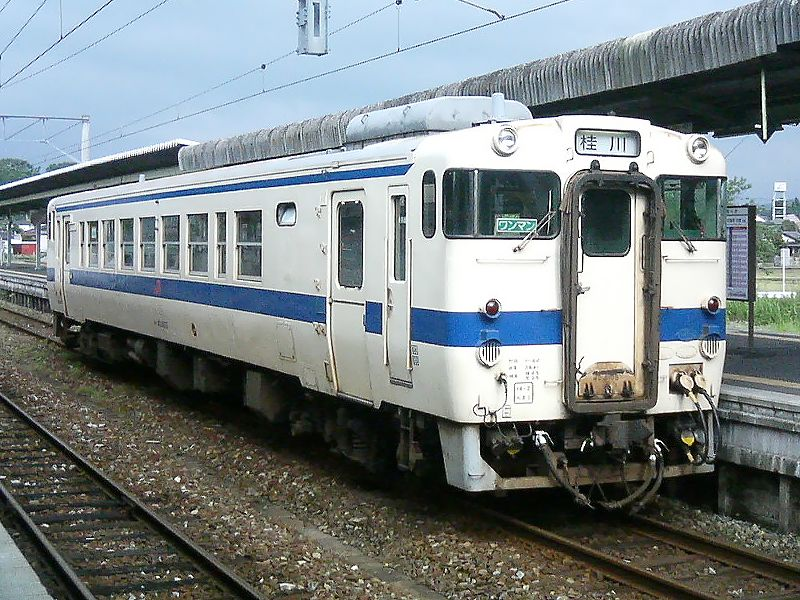
Série KiHa 40